# Salpetersyrlighet
Salpetersyrlighet (HNO2) är en relativt svag syra, nära besläktad med salpetersyra, men mycket svagare (pKa = 3,398). Salterna av salpetersyrlighet kallas nitriter.

## Framställning
Salpetersyrlighet bildas i naturen då kvävemonoxid (NO) och kvävedioxid (NO2) reagerar med vatten.
{\displaystyle {\rm {NO+NO_{2}+H_{2}O\rightarrow 2\ HNO_{2}}}}
Industriellt framställs salpetersyrlighet genom att lösa upp natriumnitrit i godtycklig mineralsyra.
{\displaystyle {\rm {NaNO_{2}+H^{+}\rightarrow HNO_{2}+Na^{+}}}}

## Egenskaper
Syran kan inte koncentreras utan sönderfaller i kväveoxider (NOx), vatten, lustgas (N2O) och salpetersyra (HNO3).
{\displaystyle {\rm {2\ HNO_{2}\rightarrow NO+NO_{2}+H_{2}O}}}
{\displaystyle {\rm {4\ HNO_{2}\rightarrow 2\ HNO_{3}+N_{2}O+_{2}O}}}

## Struktur
Salpetersyrlighet har en plan molekylstruktur som kan anta både en cis- och en trans-form. Trans-formen dominerar vid rumstemperatur och den har ca 2,3 kJ/mol lägre tillståndsenergi.

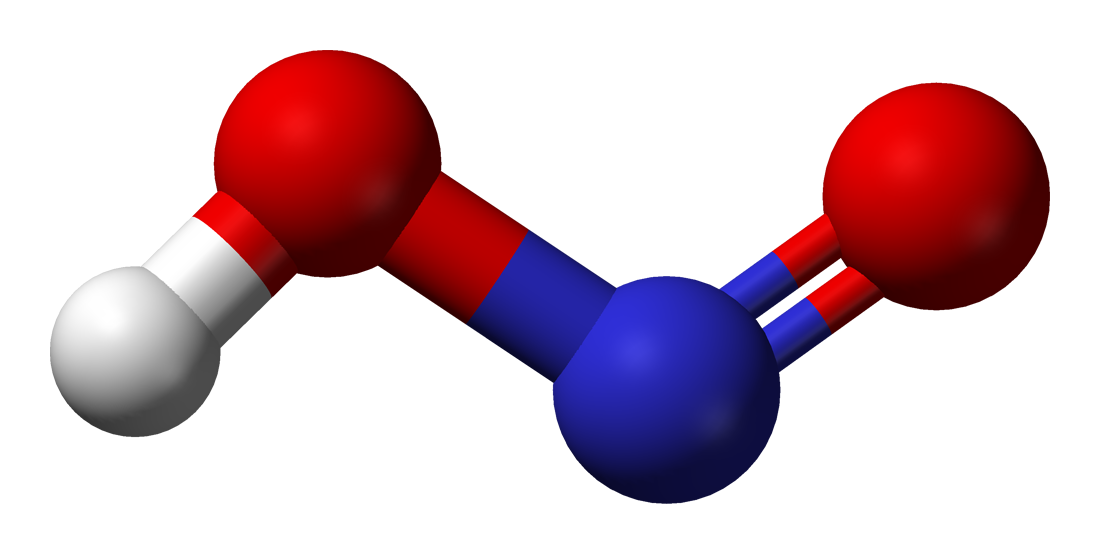
Molekylmodell av trans-formen.
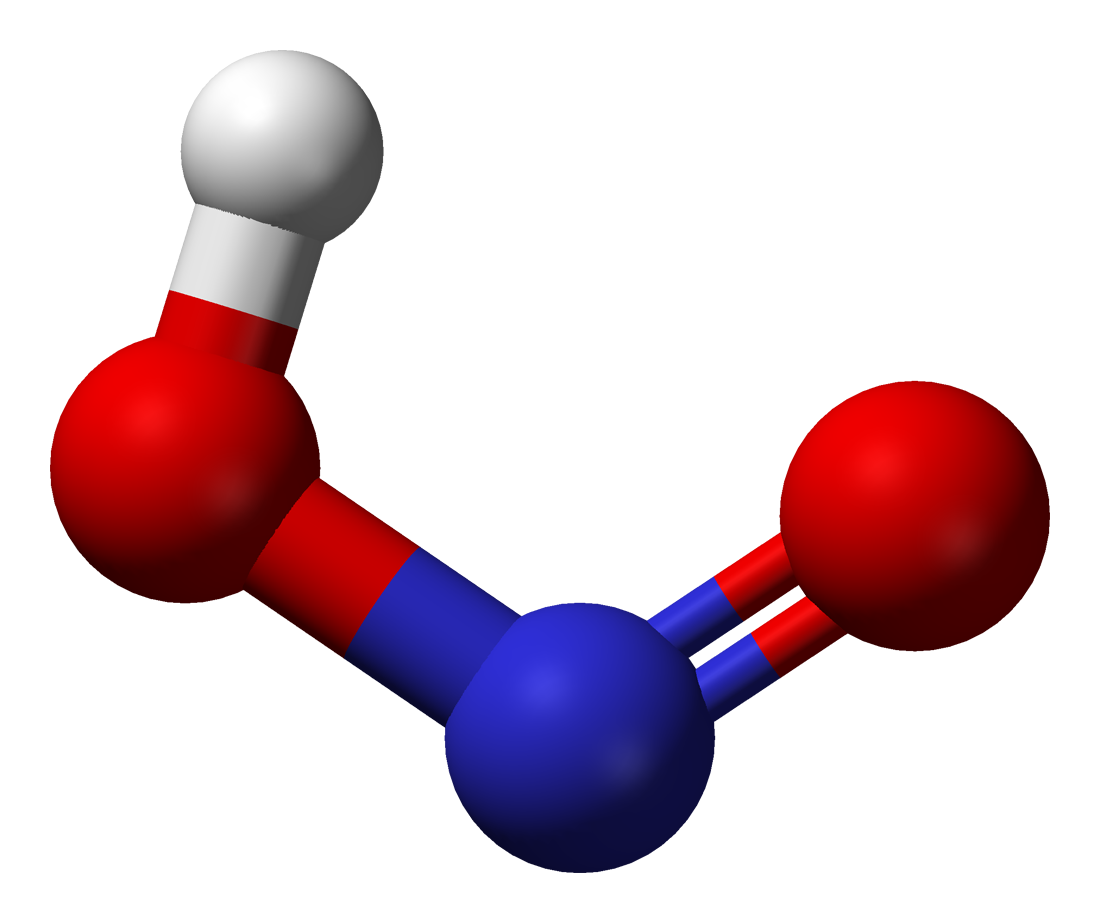
Molekylmodell av cis-formen.